# Постникова (деревня)
Постникова — деревня в Нязепетровском районе Челябинской области России. Входит в состав Ункурдинского сельского поселения. Находится примерно в 14 км к югу от районного центра, города Нязепетровск, на высоте 339 метров над уровнем моря.

## Население
По данным Всероссийской переписи, в 2010 году численность населения деревни составляла 23 человека (12 мужчин и 11 женщин).

## Улицы
Уличная сеть деревни состоит из 2 улиц (ул. Гагарина и ул. Мира).